# Dante Gabriel Rossetti
Gabriel Charles Dante Rossetti (12. maj 1828 - 9. april 1882), splošno znan kot Dante Gabriel Rossetti, je bil britanski pesnik, ilustrator, slikar in prevajalec ter član družine Rossetti. Leta 1848 je ustanovil prerafaelitsko bratovščino z  Williamom Holman Huntom in  Johnom Everettom Millaisom. Rossetti je kasneje postal glavni navdih za drugo generacijo umetnikov in pisateljev, na katere je vplivalo gibanje, predvsem William Morris in Edward Burne-Jones. Njegovo delo je vplivalo tudi na evropske simboliste in je bilo pomemben predhodnik estetskega gibanja.
Za Rossettiovo umetnost je značilna čutnost in srednjeveški revivalizem. Na njegovo zgodnjo poezijo je vplival John Keats. Njegovo poznejšo poezijo je zaznamovala kompleksna povezava misli in občutka, še posebej v njegovih sonetih The House of Life. Poezija in slikanje sta tesno povezani z delom Rossettija. Pogosto je pisal sonete, ki spremljajo njegove slike, ki segajo od Deklištvo device Marije (1849) in Astarte Syriaca (1877), hkrati pa ustvarjajo umetnost, ki ponazarja pesmi, kot je Trg Goblin, s strani slavne pesnice Christine Rossetti, njegove sestre.
Rossettijevo osebno življenje je bilo tesno povezano z njegovim delom, še posebej z razmerji z njegovimi modeli in muzami Elizabeth Siddal, Fanny Cornforth in Jane Morris.

## Zgodnje življenje
Sin italijanskega emigranta, učenjaka Gabriela Pasqualea Giuseppea Rossettija in njegove žene Francesa Mary Lavinia Polidorija, Gabriel Charles Dante Rossetti je bil rojen 12. maja 1828 v Londonu. Njegova družina in prijatelji so mu rekli Gabriel, vendar je v publikacijah najprej postavil ime Dante v čast  Danteja Alighierija. Bil je brat pesnice Christine Rossetti, kritika Williama Michaela Rossettija in avtorice Marie Francesce Rossetti . Njegov oče je bil rimskokatolik, vsaj pred sklenitvijo zakonske zveze, njegova mati pa je bila anglikanka; navidezno je bil Gabriel krščen in prakticiral anglikansko vero. V svojem otroštvu je bil Rossetti doma in King's College School  in pogosto prebiral Biblijo skupaj z deli Shakespeara, Dickensa, Walterja Scotta in lorda Byrona. 
Mladostni Rossetti je opisan kot »samozaveden, artikuliran, strasten in karizmatičen« , a tudi »goreč, poetičen in neumen« . Kot vsi njegovi bratje in sestre, si je prizadeval biti pesnik in se udeležili šole King's College na svoji prvotni lokaciji v bližini Stranda v Londonu. Želel je biti tudi  slikar, ki je pokazal veliko zanimanje za srednjeveško italijansko umetnost. Študiral je na Akademiji za risanje Henryja Sassa od 1841 do 1845, ko se je vpisal na Antično šolo Kraljeve akademije, ki jo je zapustil leta 1848. Po izstopu iz Kraljeve akademije je Rossetti študiral pod  Fordom Madoxom Brownom, s katerim je obdržal tesno razmerje skozi celotno življenje .
Po razstavi slike Večer svete Neže Williama Holmana Hunta, je Rossetti iskal Huntovo prijateljstvo. Slika je ilustriral pesem malo znanega Johna Keatsa. Rossettijeva pesem Blaženi Damozel je imitacija Keatsa in verjel je, da bi s Huntom lahko delil svoje umetniške in literarne ideale. Skupaj sta razvila filozofijo prerafaelitske bratovščine, ki so jo ustanovili skupaj z Johnom Everettom Millaisom.
Namen skupine je bil reformirati angleško umetnost tako, da so zavračali tisto, za kar so menili da je mehanistični pristop, ki so ga prvič sprejeli umetniki manieristi, ki so nasledili Rafaela in Michelangela in formalni režim usposabljanja, ki ga je uvedel sir Joshua Reynolds. Njihov pristop je bil vrnitev k podrobnostim, intenzivnim barvam in zapletenim kompozicijam italijanske in flamske umetnosti quattrocenta . Ugledni kritik John Ruskin je zapisal:
Vsako prerafaelitsko krajinsko ozadje je naslikano do zadnjega dotika na prostem, iz same stvari. Vsaka prerafaelitska figura, študija in vtis, je pravi portret neke žive osebe. }}
Za prvo izdajo revije The Germ, ki je bila objavljena zgodaj leta 1850, je Rossetti prispeval pesem Blaženi Damozel in zgodbo o izmišljenem zgodnjem italijanskem umetniku, ki ga je navdihnila vizija ženske, ki jo ponudi za združitev človeka in božanskega v njegovi umetnosti.  Rossetti se je vedno bolj zanimal za srednjeveškost kot za sodobno stran gibanja, delal je na prevodih Dantea in drugih srednjeveških italijanskih pesnikov in sprejel stilske značilnosti zgodnjih Italijanov.

## Kariera

### Začetki
Najpomembnejše Rossettijeve slike v olju prikazujejo realistične lastnosti zgodnjega prerafaelita. Njegova Dekllištvo device Marije (1849) in Ecce Ancilla Domini (1850) prikazujeta Marijo kot najstnico. William Bell Scott je v Huntovem ateljeju videl Deklištvo in opazil tehniko mladega Rossettija:
V olju je slikal s ščetkami, tako rekoč kot z vodenimi barvami, na platno, ki ga je pobarval z belo barvo, dokler površina ni bila gladka kot karton, vsak ton pa je ostal transparenten. Takoj sem videl, da ni tradicionalen fant, ampak deluje izključno iz estetskega motiva. Mešanica genija in diletantizma obeh moških me je za trenutek zaustavila in razkrila radovednost }}.
Obtožen kritike njegove druge večje slike, Ecce Ancille Domini, razstavljene leta 1850 in »vse bolj histerično kritično reakcijo, ki je pričakala prerafaelizem«, se je Rossetti obrnil k akvarelu, ki ga je lahko prodal. Čeprav je njegovo delo pozneje dobilo podporo Johna Ruskina, je Rossetti pozneje le redko razstavljal.

### Dante in medievalizem
Leta 1850 se je Rossetti srečal z Elizabeth Siddal, pomembnim modelom slikarjev prerafaelitov. V naslednjem desetletju je postala njegova muza, učenec in njegova strast. Poročila sta se leta 1860. Rossettijeva slika Najdena, začeta leta 1853 in ni bila dokončana do njegove smrti, je bila njegov edini glavni sodobni predmet. Predstavil je prostitutko, ki jo je z ulice dvignil podeželski gonjač, ki je prepoznal svojo staro ljubezen. Še več, Rossetti je vse več pozornosti naklonil simbolnim in mitološkim podobam pred realističnim.
Že vrsto let je Rossetti delal na angleškem prevodu italijanske poezije, vključno z La Vita Nuovo Danteja Alighierija (objavljen kot Zgodnji italijanski pesniki leta 1861).Ta in  Le Morte d'Arthur sira Thomasa Maloryja sta navdihnila njegovo umetnost v 1850-ih. Ustvaril je metodo slikanja v akvarelu, pri tem pa je pri debelih pigmentih zmešal z gumo, da bi dal bogate učinke, podobne srednjeveškim iluminacijam. Razvil je tudi novo risarsko tehniko pero in črnilo. Njegova prva objavljena ilustracija je bila The Maids Elfen-Mere (1855), za pesem njegovega prijatelja Williama Allinghama in je prispeval dve ilustraciji za Edwarda Moxona izdajo leta 1857 Pesmi Alfreda Tennysona in ilustracije za dela njegove sestre Christine Rossetti.
Njegove vizije arturijanske romance in srednjeveškega oblikovanja so navdihnile tudi Williama Morrisa in Edwarda Burne-Jonesa. Niti Burne-Jones niti Morris nista poznala Rossettija, vendar so nanju veliko vplivala njegova dela in ga srečala preko prispevka k reviji Oxford and Cambridge Magazine, ki jo je Morris ustanovil leta 1856, da bi promoviral svoje ideje o umetnosti in poeziji.
Februarja 1857 je Rossetti pisal Williamu Bellu Scottu:
Dva mlada moža, ustvarjalca revije Oxford and Cambridge Magazine, sta nedavno prišla v mesto iz Oxforda in sta zdaj zelo intimna moja prijatelja. Njuni imeni sta Morris in Jones. Predstavljala sta umetnike namesto da bi začela kakršno koli drugo kariero, na katero univerza na splošno vodi, in oba sta moška resničnega genija. Jonesovo oblikovanje je čudežno do konca in domiselni detajli, ki jim ni primerjave, razen morda najboljša dela Albrechta Dürerja.
To poletje sta Morris in Rossetti obiskala Oxford in našla razpravno dvorano Oxford Uniona, ki je bila v fazi izgradnje, dobila naročilo za risanje stropov s prizori iz Le Morte d'Arthur in okrasitev strehe med odprtimi tramovi. Zaposlilo je sedem umetnikov, med njimi Valentine Prinsep in Arthur Hughes in delo se je hitro začelo. Freske, ki so nastale kmalu in prehitro, so začele takoj bledeti in so zdaj komaj zaznavne. Rossetti je zaposlil dve sestri, Bessie in Jane Burden, kot modela in Jane je leta 1859 postala Morrisova žena.

### Knjiga umetnosti
Literatura je bila od začetka vključena v umetniško prakso prerafaelitske bratovščine (vključno z Rossettijem), pri čemer je bilo veliko slik narisanih neposredno iz literarnih referenc. Na primer, zgodnje delo Johna Everetta Millaisa Izabela (1849), prikazuje epizodo Johna Keatsa Isabella ali Posoda z baziliko (1818). Rossetti je bil še posebej kritičen do razkošnega ornamentiranja viktorijanskih darilnih knjig in si prizadeval za izboljšanje vezi in ilustracij, da se uskladi z načeli estetskega gibanja . Rossettijeve ključne vezave so bile zasnovane med letoma 1861 in 1871 . Sodeloval je kot oblikovalec / ilustrator s svojo sestro, pesnico Christino Rossetti, pri prvi izdaji Goblin Market (1862) in The Prince's Progress (1866). Eden od najpomembnejših prispevkov Rossettija k ilustraciji je bila skupna knjiga Pesmi Alfreda Tennysona (izdaja Edward Moxon leta 1857). Moxon je predstavljal kraljeve akademike kot ilustratorje ambicioznega projekta, vendar pa je bila ta vizija hitro prekinjena, ko se je v projekt vključil Millais, ustanovni član bratovščine . Millais je za projekt izvedel od Hunta in Rossettija, vpletenost teh umetnikov pa je preoblikovala celotno produkcijo knjige. V zvezi z ilustracijami prerafaelitov je Laurence Housman zapisal: »[...] Ilustracije prerafaelitov so bile osebni in intelektualni odčitki pesmi, ki jim pripadajo, ne samo odraz v skladu z besedami besedila.«  Prerafaelitska vizualizaciji Tennysonovih pesmi je razvidna kot vrsta možnosti pri tolmačenju pisnih del, kot tudi njihov edinstven pristop k vizualizaciji pripovedi na platnu.
Ilustracije prerafaelitov se ne nanašajo samo na besedilo, v katerem se pojavljajo ampak so del večjega umetniškega programa, knjige kot celote. Rossettiijeva filozofija o vlogi ilustracije je bila razkrita v pismu iz leta 1855 pesniku Williamu Allinghamu, ko je napisal, v zvezi z njegovim delom na Moxonu Tennysonu:
Še nisem začel načrtovati za njih, toda rad bi poskusil Vizijo greha in Palačo umetnosti, itd. - tiste, kjer se lahko alegorizirajo na lastno pobudo, ne da bi ubili sebe in vsakogar, posebno idejo pesnika.
Ta odlomek izraža očitno Rossettijevo željo, da ne podpira pesnikove pripovedi, temveč da ustvari alegorično ilustracijo, ki deluje ločeno od besedila. V zvezi s tem prerafaelitske ilustracije presegajo prikaz epizode iz pesmi, ampak delujejo kot predmeti v besedilu. Ilustracija ni podrejena besedilu in obratno. Skrbno in vestno izkustvo se prakticira v vseh vidikih proizvodnje, vsak element, čeprav kvalificirano umetniško samostojno, prispeva k enotnemu umetniškemu objektu (knjigi).

### Religiozni vpliv na dela
Oživitev verskih prepričanj in praks v Angliji se je začela leta 1833 in se gibala naprej do leta 1845 . Oxfordsko gibanje, znano tudi kot traktarianstvo, si je nedavno začelo prizadevati za obnovo krščanskih tradicij, ki so bile izgubljene v Cerkvi. Rossetti in njegova družina so od leta 1843 obiskovali Kristusovo cerkev v ulici Albany. Njegov brat William Michael Rossetti je zapisal, da so se od začetka »visokega anglikanskega gibanja« v cerkvi začele spremembe. William Dodsworth je bil odgovoren za te spremembe, vključno z dodano katoliško prakso, da je na oltar postavil cvetje in sveče. Rossetti in njegova družina sta skupaj z dvema njegovima kolegoma (od katerih je bil en ustanovitelj bratovščine) obiskoval tudi cerkev sv. Andreja na ulici Wells. Ugotovljeno je, da je anglo-katoliška oživitev zelo prizadela Rossettija v poznih 1840-ih in zgodnjih 1850-ih. Duhovni izrazi njegove slike Deklištvo device Marije, končane leta 1849, so očitni za te trditve. Slikarski oltar je zelo podoben tistemu katoliškemu, ki dokazuje njegovo poznavanje anglo-katoliške oživitve. Predmet slike, Blažena Devica, šiva rdeče platno, pomemben del traktorianstva, ki je poudarjalo vezenje oltarnih prtov s strani žensk . Reformatorji v Oxfordu so identificirali dva glavna vidika svojega gibanja, da je »konec vsake vere treba komunicirati z Bogom« in »da je Cerkev božansko uvedena z namenom, da bi dosegli to uresničitev«. 
Od začetka ustanovitve bratovščine leta 1848 so umetniške predmete vključevali kot predmet plemiške ali verske razprave. Njihov cilj je bil sporočiti sporočilo »moralne reforme« skozi slog njihovih del, ki kažejo »resnico v naravi« . Natančneje v Rossettijevi Hand and Soul, napisanem leta 1849, prikaže svoj glavni lik Chiaro kot umetnico z duhovnimi nagnjenji. V besedilu se Chiarin duh pojavlja pred njim v obliki ženske, ki mu naroči, da »roko in dušo postavi da služijo človeku z Bogom.«  Rossetti Arhiv to besedo definira kot »Rossettijev način zaobljube svojih obveznosti do umetnosti, religiozne predanosti in temeljitega sekularnega historicizma.« Podobno tudi v Blaženem Damozelu, napisanem med letoma 1847 in 1870, Rossetti uporablja biblični jezik, kot je »Od zlate palice nebes«, da bi opisal Damozela kako gleda na Zemljo z nebes. Tu vidimo povezavo med telesom in dušo, smrtno in nadnaravno, skupno temo v Rossetijevih delih. V Ave (1847), Marija čaka dan, da bo spoznala svojega sina v nebesih, združila zemeljsko z nebeškim. Besedilo poudarja močan element anglikanske Marijine teologije, ki opisuje Marijino telo in dušo, ki sta bila prevzeta v nebesa. 

### Nova smer
Leta 1860 se je Rossetti vrnil k oljnemu slikarstvu in opustil srednjeveške kompozicije iz 1850-ih v korist močnih bližnjih slik žensk v ploskih slikovnih prostorih, za katere je značilna gosta barva. Te slike so pomembno vplivale na razvoj evropskega simbolističnega gibanja. V njih je Rossettiev prikaz žensk postal skoraj obsesivno stiliziran. Predstavil je novo ljubico Fanny Cornforth kot vtis fizične erotike, medtem ko je Jane Burden, žena njegovega poslovnega partnerja Williama Morrisa, glamurozna kot eterična boginja. »Tako kot pri prejšnjih Rossettijevih reformah, se je nova vrsta subjekta pojavila v kontekstu množične rekonfiguracije slikarske prakse, od najosnovnejše ravni materialov in tehnik do najbolj abstraktne ali konceptualne ravni pomenov in idej, ki jih lahko uteleša v vizualni obliki. « Ta nova dela niso temeljila na srednjeveškosti, ampak na italijanskih visoko renesančnih umetnikih Benetk, Tiziana in Veroneseja.
Leta 1861 je Rossetti postal soustanovitelj v dekorativni umetniški družbi Morris, Marshall, Faulkner & Co. z Morrisom, skupaj z Burne-Jonesom, Ford Madox Brownom, Philipom Webbom, Charlesom Faulknerjem in Petrom Paulom Marshallom. Rossetti je prispeval k oblikovanju vitražnih in drugih okrasnih predmetov.
Rossettijeva žena Elizabeth Siddal je umrla zaradi prevelikega odmerka laudanuma leta 1862, kmalu po rojstvu mrtvorojenega otroka. Rossetti je postajal vse bolj depresiven in po smrti svoje ljubljene Lizzi pokopal večino svojih neobjavljenih pesmi z njo na pokopališču Highgate, čeprav jih je pozneje izkopal. Idealizirano jo je predstavil kot Dantejevo Beatrice na številnih slikah, kot je Beata Beatrix.

### Leta v Cheyne Walk
Po smrti svoje žene je Rossetti zakupil tudorsko hišo na Cheyne Walk 16 v Chelsei, kjer je živel še 20 let obdan z ekstravagantnim pohištvom in parado eksotičnih ptic in živali . Rossetti se je fasciniral z vombati, ko je prosil prijatelje, da se srečajo z njim na "Wombat's Lair" v londonskem živalskem vrtu v Regent's Parku in tam preživljal ure. Septembra 1869 je pridobil prvega od dveh vombatov, ki ju je imenoval Top. Prinašal ju je na mizo in pustila spati v velikem središču med obroki. Rossetti je s fascinacijo z eksotičnimi živalmi nadaljeval vse življenje, ki ga je zaključil z nakupom lame in tukana, ki ga je oblekel v kavbojski klobuk in ga treniral za vožnjo z lamo okoli jedilne mize za zabavo. 
Rossetti je vzdrževal Fanny Cornforth (ki jo je Williams Allington opisal kot Rossettijevo »gospodinjo«) v svoji hiši v bližini Chelsea, in je med leti 1863 in 1865 naslikal številne zanimive slike. 
Leta 1865 je odkril rdečelaso Alexe Wilding, kostumografko in potencialno igralko, ki jo je najel kot model s polnim delovnim časom in je pozirala za Veronico Veronese, Blaženi Damozel, Sea Spell in druge slike. Bila je model več dokončanih del od katerega koli drugega modela, vendar ni imela romantične povezave z Rossettijem. Leta 1865 jo je opazil nekega večera v Strandu in ga je takoj zadela njena lepota. Soglašala je, da mu bo naslednji dan pozirala, vendar ni prispela. Spet jo je opazil tedne pozneje, skočil iz kočije, v kateri je bil in jo prepričal, da gre naravnost v njegov studio. Plačal ji je tedensko pristojbino, da bi delala izključno zanj, ker se je bal, da bi jo lahko zaposlili drugi umetniki . Delila sta trajno vez; po Rossettijevi smrti je bilo rečeno, da ga je Wilding redno obiskovala in polagala venec na njegov grob. 
Jane Morris, ki jo je Rossetti uporabil kot model za freske vknjižnici debatne dvorane v Oxford Union, ki jo je poslikal z Williamom Morrisom in Edwardom Burne-Jonesom leta 1857, mu je v teh letih služila kot model in »ga okupirala in obsedla v sliki, poeziji in življenju«. Jane Morris je fotografiral tudi John Robert Parsons, čigar fotografije je naslikal Rossetti.
V teh letih so Rossettija prepričali prijatelji, zlasti Charles Augustus Howell, da je izkopal svoje pesmi iz groba svoje žene, jih uredil in objavil leta 1870 v zbirki Poems by D. G. Rossetti. Nastala je polemika, ko so jih napadli kot »mesena šola poezije«. Erotika in čutnost sta povzročili odpor. Ena pesem, Nuptial Sleep, je opisovala par, ki je zaspal po seksu. Bila je del Rossettijevega skupine sonetov Hiša življenja, kompleksne serije pesmi, ki so sledile fizičnemu in duhovnemu razvoju intimnega odnosa. Rossetti je opisal sonetno obliko kot »spomin na trenutek«, kar pomeni, da je poskušal zadržati občutke trenutka in razmisliti o njegovem pomenu. Hiša življenja je bila serija povezanih trenutkov – izdelana kot celota iz mozaika intenzivno opisanih fragmentov. To je bil Rossettijev največji literarni dosežek. Zbirka je vključevala nekatere prevode, vključno z njegovo Balado mrtve dame, prevod francoske pesmi Françoisa Villona Ballade des dames du temps jadis (beseda yesteryear je Rossettiju priznana kot prvi neologizem, ki se je prvič uporabil v tem prevod.)
Leta 1881 je Rossetti objavil še drugo zbirko pesmi, Balade in soneti, ki je vsebovala preostale sonete iz zbirke Hiša življenja.

## Nazadovanje in smrt
Tudi divji odziv kritikov na prvo zbirko poezije je prispeval k umetnikovemu umirjanju v juniju leta 1872, in čeprav se je septembra pridružil Jane Morris v Kelmscottu, je »svoje dneve preživel v mraku klorala in viskija«. Naslednje poletje je bil precej boljši, tako sta bili Alexa Wilding in Jane za njim v Kelmscottu, kjer je ustvaril duhovno serijo slikovnih portretov. Leta 1874 je Morris reorganiziral svojo dekorativno umetniško družbo, pri čemer je Rossettija izključil iz  poslovanja. Rossetti je julija 1874 nenadoma zapustil Kelmscott in se nikoli ni vrnil. Proti koncu svojega življenja se je potopil v morbidno stanje, zatemnjeno zaradi zasvojenosti s hrano, s kloralnim hidratom in naraščajočo duševno nestabilnostjo. Zadnja leta je preživel kot samotar na Cheyne Walk.
Na velikonočno nedeljo 1882 je umrl v domači hiši svojega prijatelja, kjer se je poskušal pozdraviti, ker ga je uničil kloral, kot je njegovo ženo uničil laudanum. Umrl je zaradi bolezni ledvic. S paralizo nog je bil že nekaj let domač, in zdi se, da je bila njegova zasvojenost s kloralom sredstvo za ublažitev bolečine. Pokopan je v Birchington-on-Sea v Kentu, v Angliji. 

## Zbirke in kritične ocene
Tate Britain, Birmingham, Manchester, Salford muzej in umetniške galerije in Wightwick Manor National Trust, vse imajo velike zbirke Rossettijevih del; Salford je dobil številna dela po smrti L. S. Lowryja leta 1976. Lowry je bil predsednik društva Rossetti iz Newcastlea, ki je bilo ustanovljeno leta 1966.  Lowryjeva zasebna zbirka del je bila v glavnem zgrajena okrog Rossetijevih slik in skic Lizzi Siddal in Jane Morris, pomembna dela pa so bila Pandora, Perzefona in risba Annie Miller.
V intervjuju z Mervinom Levyjem je Lowry pojasnil svojo fascinacijo z Rossettijevimi ženskami v zvezi z njegovim delom: »Njegove ženske sploh ne maram, ampak me navdušujejo kot kače. Zato vedno kupujem Rossettija, kjerkoli le morem. Njegova ženska je res precej grozna. Kot moja prijateljica, ki pravi, da sovraži moje delo, čeprav jo očara.« Lowry je svojo obsedenost z Rossettijevimi portreti omenil poslovnežu Montyju Bloomu: »Niso resnične ženske. [...] So sanje. [...] Uporabil jih je za nekaj v svojem umu, ki ga je povzročila smrt njegove žene, vse so nastale po smrti njegove žene«. 
Priljubljenost, pogosto razmnoževanje in splošna razpoložljivost kasnejših slik Rossettijevih žensk so to povezavo pripeljali do »morbidne in žalujoče čutnosti«. Njegova manjša zgodnja dela in risbe so manj znane, vendar je v njih najbolje videti njegovo izvirnost, tehnično iznajdljivost in pomen v gibanju od akademske tradicije. Kot je zapisal Roger Fry leta 1916, je Rossetti bolj kot katerikoli drugi umetnik zaznamoval kot predhodnik novih idej v angleški umetnosti. 

## Mediji
Film
Rossettija je igral Oliver Reed v televizijskem filmu Kena Russella Dante's Inferno (1967). Prerafaelitska bratovščina je bila predmet dveh BBC-jevih dram. V prvi, The Love School, (1975) je Ben Kingsley igral Rossettija. Druga je bila Desperate Romantics, v kateri je Rossettija igral Aidan Turner. Predvajana je bila 21. julija 2009 na BBC Two. 
Televizija
Dr. Frasier Crane (Kelsey Grammer) se pojavlja v epizodi Cheers kot Dante Gabriel Rossetti za njegov kostum za noč čarovnic. Njegova žena Dr. Lilith Sternin-Crane se pojavi kot Rosettijeva sestra Christina. Njihov sin Frederick je oblečen kot Spiderman. 

## Vpliv
Rossettiova pesem "Blaženi Damozel" je bila navdih za kantato  Clauda Debussyja La Damoiselle élue (1888).
John Ireland (1879-1962) je napisal glasbo na eno od njegovih Treh pesmi (1926), na pesem The One Hope iz Pesmi (1870).
Leta 1904 je Ralph Vaughan Williams (1872-1958) ustvaril svoj cikel House of Life iz šestih Rossettijevih pesmi. Ena pesem v tem ciklu, Silent Noon, je ena najbolj znanih in najpogosteje izvedenih skladb Vaughana Williamsa.
Leta 1904 je Phoebe Anna Traquair naslikala The Awakening, navdahnjena s sonetom iz Rosettijeve House of Life.